# Хірівська Євгенія Володимирівна
Євгенія Володимирівна Хирівська (рос. Евге́ния Влади́мировна Хири́вская, по батькові Брик; 3 вересня 1981, Москва, Росія — 10 лютого 2022, Лос-Анджелес, США) — російська акторка театру та кіно.
Фігурантка бази даних сайту «Миротворець» (брала участь у зйомках серіалу на території окупованого Росією Криму).

## Біографія
Євгенія Хірівська народилася 3 вересня 1981 р. в Москві.
Випускниця музичної школи імені Мстислава Ростроповича за класом фортепіано. Працювала моделлю в Загальносоюзному Будинку моди одягу на Кузнецькому мосту.
У 2004 р. закінчила Російську Академію театральних мистецтв (ГІТІС) (майстерня Олександра Збруєва).

### Особисте життя
Чоловік — Валерій Тодоровський. У вересні 2009 р. народила дочку Зою.

### Смерть
Померла 10 лютого 2022 року на 41-му році життя після тривалої хвороби. Про її смерть написала журналістка Катерина Гордєєва в Facebook. Акторка Юлія Ауг повідомила, що причиною смерті стала онкологічна хвороба.

## Нагороди
- Нагорода IV Фестивалю телевізійного кіно «Сполохи» (м. Архангельськ) в номінації «Дебют» за роль у телефільмі «Підмосковна елегія».
- Приз MTV в номінації «Найкращий кінозлодій року» за роль у фільмі «Стиляги».
- 2009 — номінація на премію «Ніка» за найкращу жіночу роль другого плану у фільмі «Стиляги».

## Фільмографія
- 2001 Цікаві чоловіки — дівчина
- 2001 Північне сяйво — медсестра реанімаційного відділення
- 2002 Марш Турецького 3 — Анастасія Китаєва
- 2002 Підмосковна елегія — Ляля
- 2003 Каменська 3 — Оксана
- 2004 Чоловіки не плачуть — Лідія Холодова
- 2004 Тариф на любов — ім'я персонажа не вказано
- 2005 Бухта Філіпа — Анастасія Громова
- 2005 Матрьошки — Калинка
- 2005 Виклик Наталка
- 2006 Граф Монтенегро — Славка
- 2007 Лещата — Тая
- 2008 Любов як мотив — Діна
- 2008 С. С. Д. — Яна
- 2008 Стиляги — комсомолка Катя
- 2009 Пропоновані обставини — Інга
- 2010 Біла сукня — Ірина
- 2010 Доросла дочка, або тест на... — Марина
- 2011 Час для двох — Ольга
- 2011 Доставити за всяку ціну — Анастасія Петрівна
- 2012 Дорога на острів Пасхи — Ксенія Соболєва
- 2012 Соло на саксофоні — дочка Владислава Лаврова
- 2013 Географ, що пропив глобус — Кіра
- 2013 Відлига — Лариса
- 2013 Темний світ: Рівновага — Ліза
- 2014 Не покидай мене — Вероніка Креміс
- 2019 «Одеса» — Міра
- 2020 Бомба — Ганна Миколаївна Галєєва, біофізик-радіобіолог

## Ролі у театрі
- «За зачиненими дверима».